# 和平使命-2018
和平使命-2018是上海合作组织全部成员国家在陆上武装力量上进行的第七次联合反恐军事演习，此次演习时间由2018年8月24日至29日。参演总兵力3000余人，在俄罗斯切巴尔库尔举行。

## 演习目的
此次联合军演是上合组织在国际和地区反恐形势更趋复杂的背景下举行的一次重要演习。演习有助于提升上合组织成员国共同应对新威胁、新挑战的能力，对于推动上合组织防务安全合作及维护地区和平稳定发挥重要作用。

## 参演国家
- 中华人民共和国：西部战区共派出743人，包括1个陆军装甲坦克战斗群、1个空军战斗群和1个特种作战分队。
- 俄羅斯：中部军区派出2000人。为军演提供场地及物资运输保障与空中支援。
- 巴基斯坦：派出近100人。（首次参与）
- 印度：派出近300人。（首次参与）
- ：派出200余人。